# عبد المحسن الصبحي
عبد المحسن الصبحي، لاعب كرة قدم سعودي.

## مسيرة اللاعب
لعب سابقاً في النادي الأهلي ونادي الباطن ونادي جدة ونادي النجمة ونادي البكيرية.

## روابط خارجية
- عبد المحسن الصبحي على موقع قاعدة بيانات كرة القدم.إي يو (الإنجليزية)
- عبد المحسن الصبحي على موقع Soccerway.com (الإنجليزية)
- عبد المحسن الصبحي على موقع كووورة